# Cabo de Buena Esperanza
El cabo de Buena Esperanza (en portugués, Cabo da Boa Esperança; en afrikáans, Kaap die Goeie Hoop; en inglés, Cape of Good Hope) es un cabo localizado en el extremo sur de África. El primer europeo en avistarlo fue el navegante portugués Bartolomeu Dias en 1488.
Se suele considerar, erróneamente, que en este punto se unen el océano Atlántico y el Índico, lo cual no ocurre sino en el cabo Agujas, que se encuentra más al sur.
El 6 de abril de 1652, el marino neerlandés Jan van Riebeeck instaló un campamento cerca del cabo, que acabó convirtiéndose en lo que hoy es Ciudad del Cabo, Sudáfrica.

## Origen etimológico

Vista del cabo de Buena Esperanza.

Bartolomé Díaz lo llamó cabo de las Tormentas. Más tarde, Juan II de Portugal le dio su nombre actual. Los portugueses, y en concreto el popular Vasco de Gama, descubrieron que pasando este cabo, uno de los extremos más meridionales del continente africano, se podía seguir navegando hacia el este, hacia la India. Durante muchos años, los navegantes temieron no encontrar una posible ruta marítima que llegara hasta dicho lugar, por lo que denominaron a este cabo de Buena Esperanza (en portugués: Cabo da Boa Esperança).

## Biodiversidad y flora de la región
El cabo de Buena Esperanza es el centro de una región de gran riqueza de flora endémica y el más pequeño pero más rico de los dominios biológicos de flora del continente africano, con una notable representación de arbustos llamados fynbos, con dos variedades, y casi 1100 plantas, de las cuales muchas solo crecen en este territorio.

## Galería de imágenes

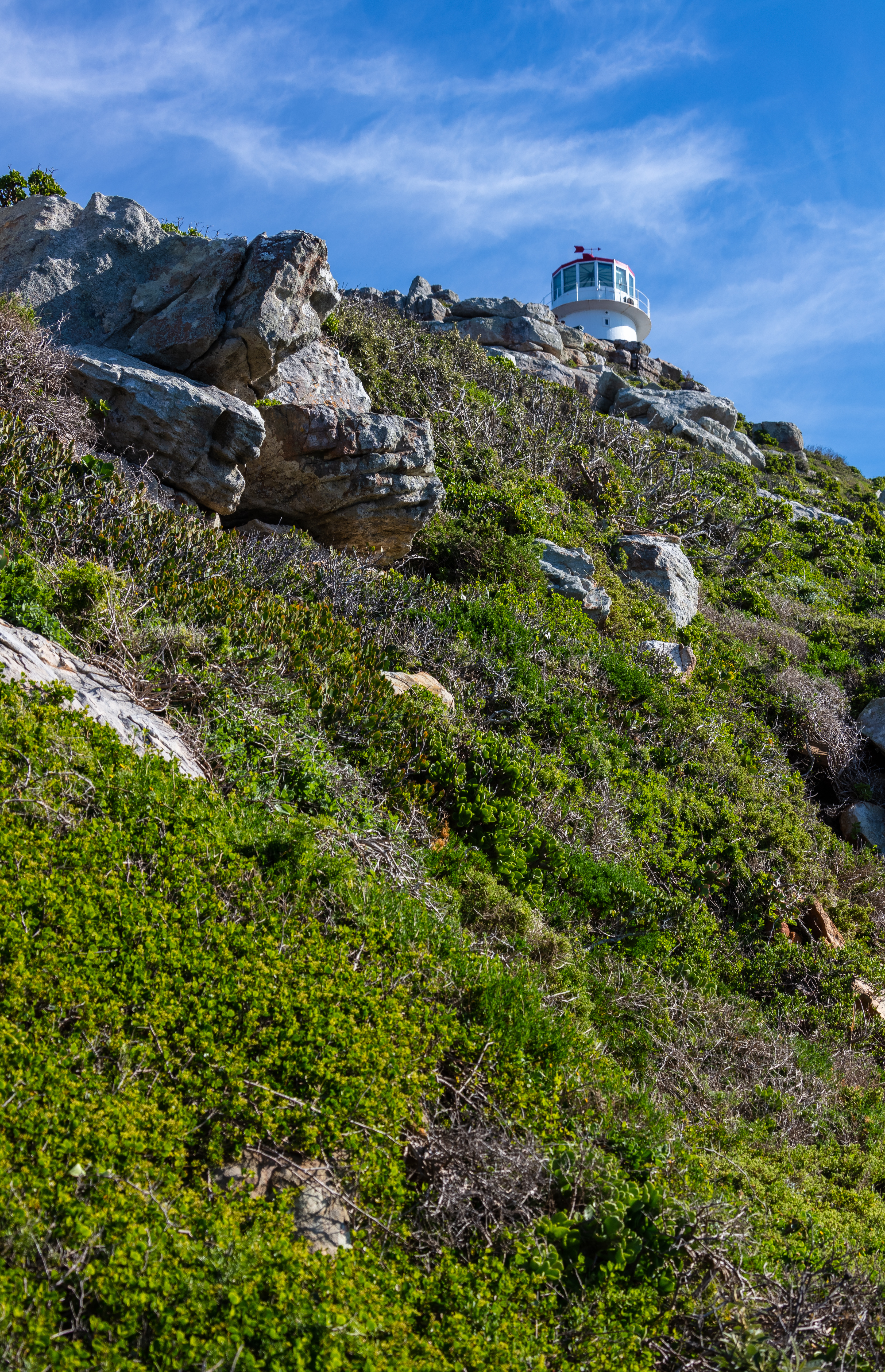
Antiguo faro, cabo Point.
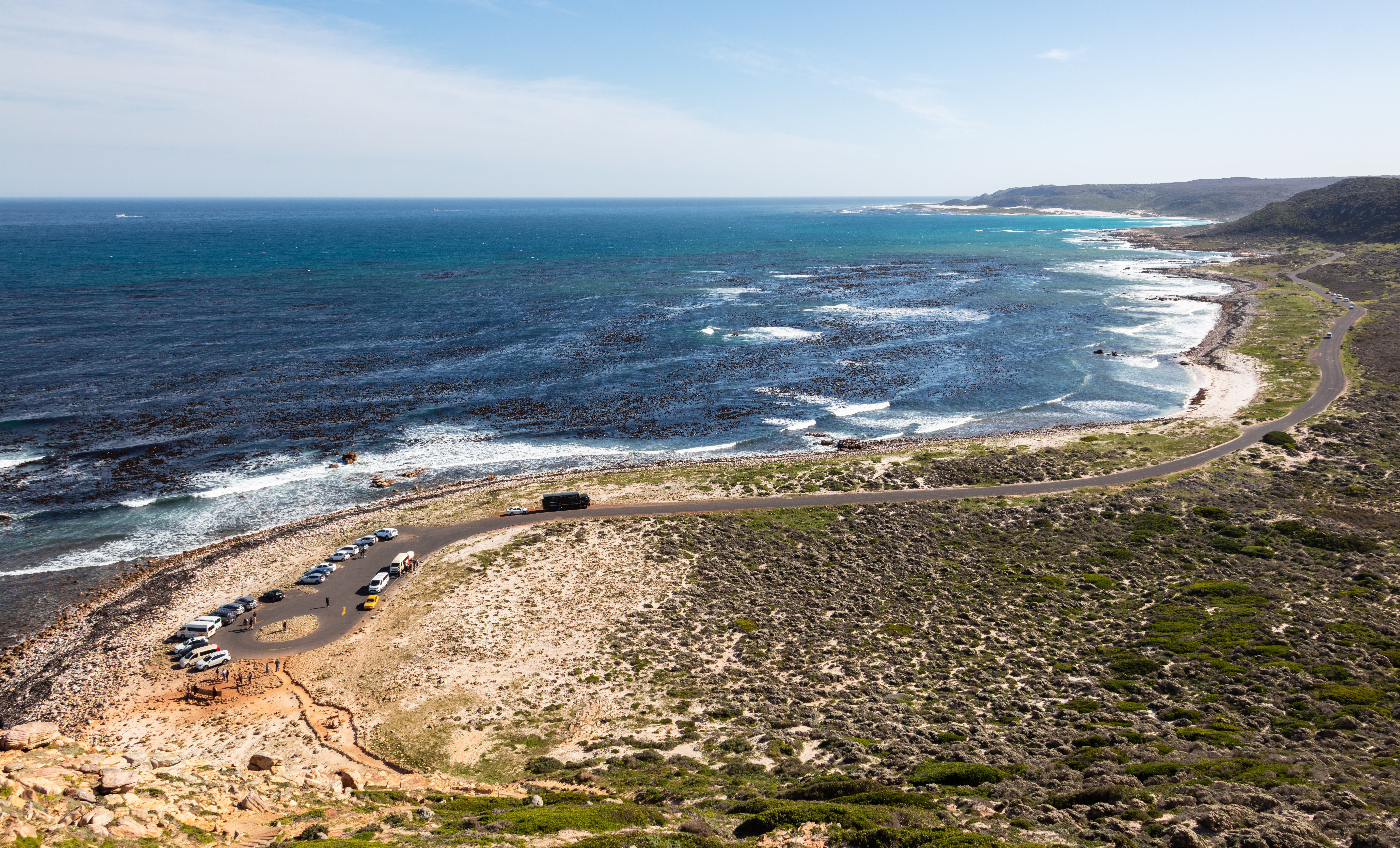
Costa del cabo.
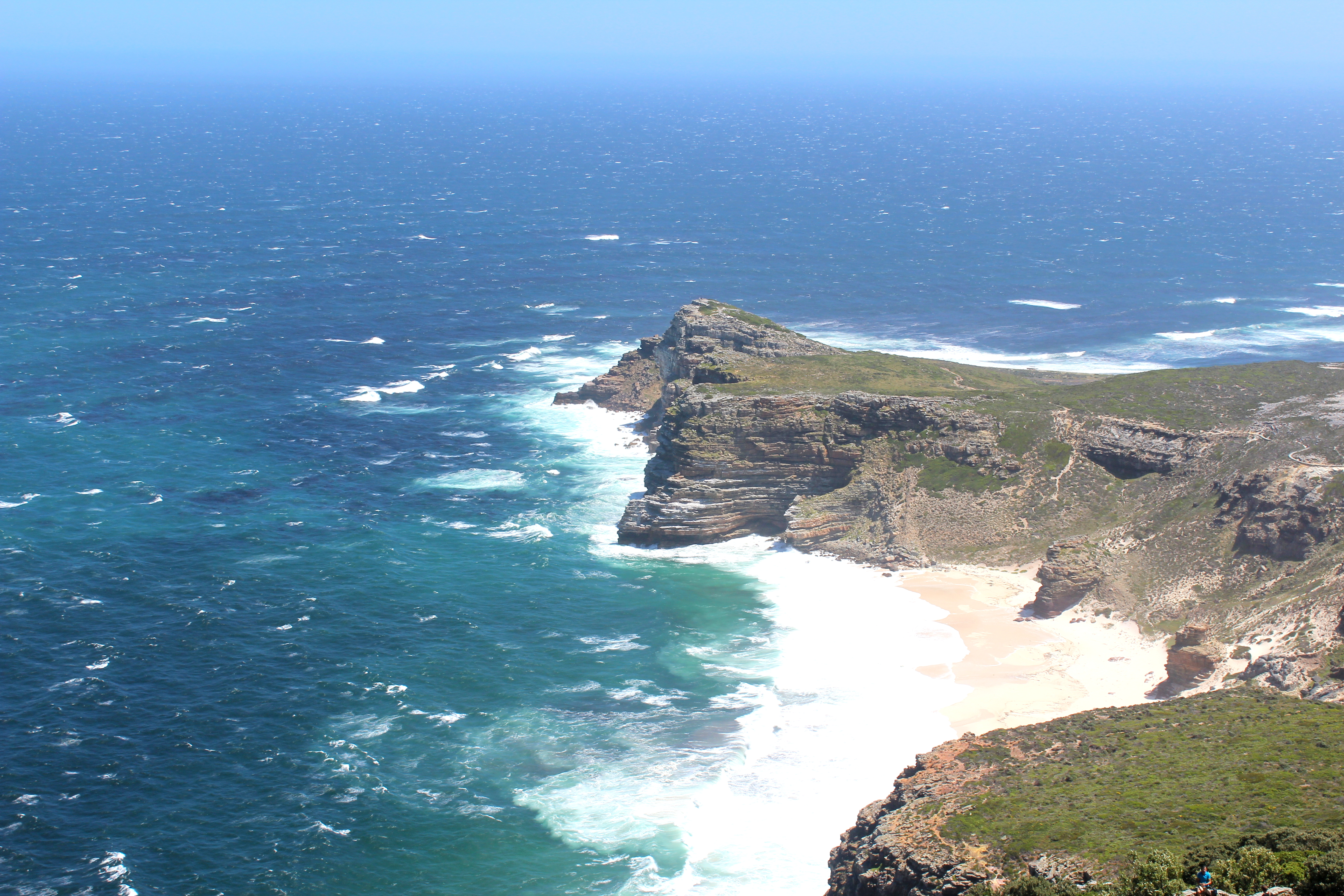
Cape Point.